# Alzoniella rolani
Alzoniella rolani is een slakkensoort uit de familie van de Hydrobiidae. De wetenschappelijke naam van de soort is voor het eerst geldig gepubliceerd in 1986 door Boeters.